# Isser Harel

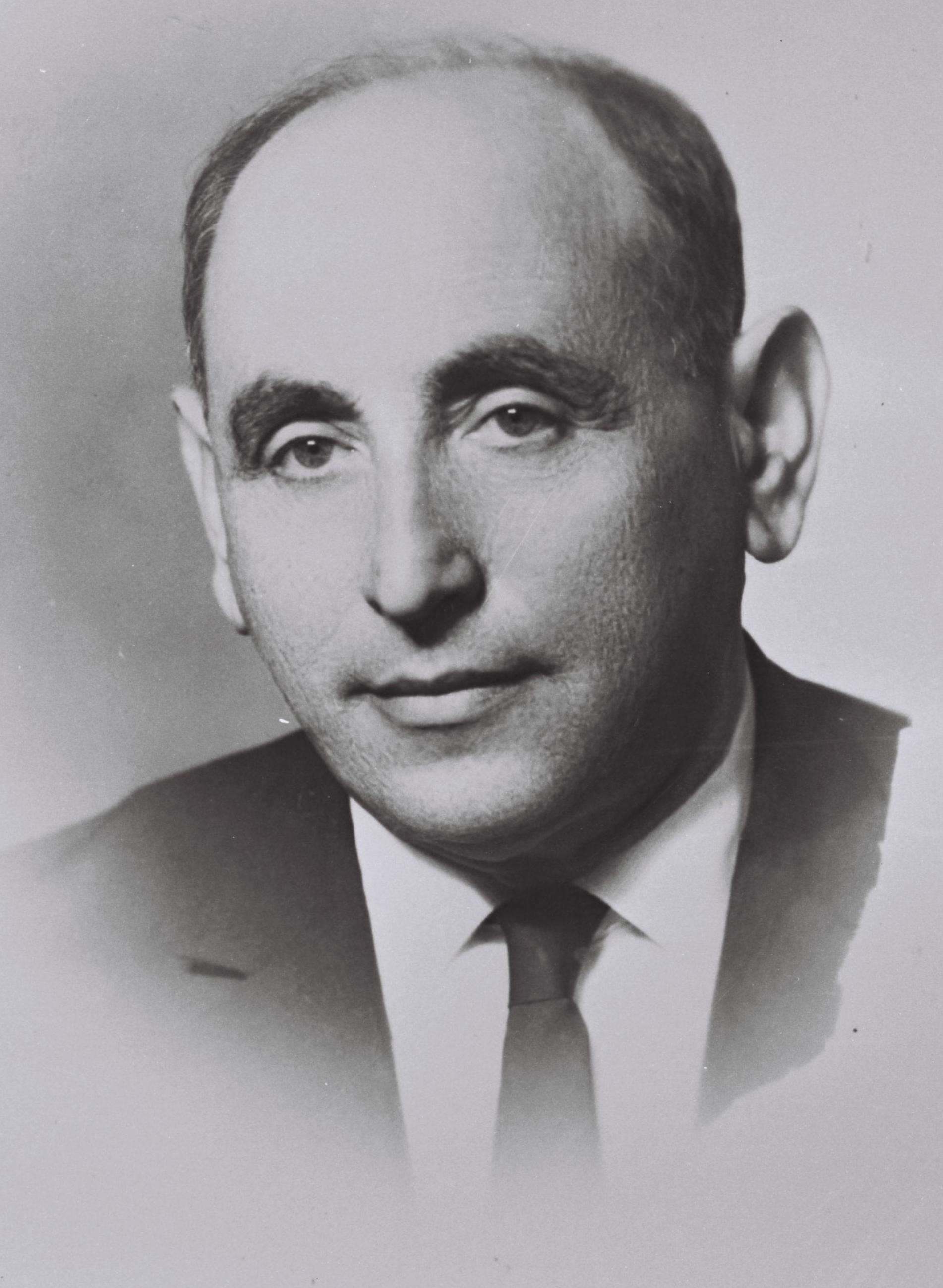
Isser Harel um 1952

Isser Harel (hebräisch איסר הראל; geboren im Januar 1912 in Wizebsk, Kaiserreich Russland; gestorben 18. Februar 2003 in Tel Aviv; geboren als Israel „Isser“ Halperin) war Chef des israelischen Nachrichtendienstes Mossad.

## Leben
Harel wurde unter dem Namen Isser Halperin in eine wohlhabende Essigfabrikanten-Familie in Wizebsk geboren. Das genaue Geburtsdatum ist unbekannt, weil die entsprechenden Dokumente während der Oktoberrevolution verloren gingen. Nach der Revolution, in deren Verlauf Wizebsk hart umkämpft war, beschlagnahmte die Sowjetregierung den Besitz der Familie Halperin. 1922 wanderte sie verarmt nach Daugavpils (Dünaburg) in Lettland aus, wo Halperin zur Schule ging. In dieser Zeit schloss er sich einer zionistischen Jugendorganisation an. Im Alter von 16 Jahren begann er sich mit einer landwirtschaftlichen Ausbildung auf die Auswanderung nach Palästina und die Arbeit in einem Kibbuz vorzubereiten.
Nachdem es 1929 in Hebron zu einem Massaker an Juden gekommen war, beschloss die Gruppe, der Halperin angehörte, so schnell wie möglich auszuwandern und den bewaffneten Kampf für einen jüdischen Staat zu unterstützen. 1930 wurde Halperin volljährig und dadurch visumsberechtigt für die Reise nach Palästina, die er sofort antrat. In Palästina lebte er zunächst fünf Jahre in einem Kibbuz und gründete anschließend eine Firma zum Handel mit Orangen.
Isser Harel gehörte im Zweiten Weltkrieg der jüdischen Untergrundarmee Hagana an und leitete ab 1942 die Abteilung der Shai, des Hagana-Nachrichtendienstes, in Tel Aviv. Nach Kriegsende war er an der Fahndung nach Adolf Eichmann beteiligt, zunehmend in leitender Position. 1948 leitete er die Versenkung der Altalena. 1952 ernannte ihn David Ben Gurion zum Direktor des Mossad. 1957 wurde Harel zum Chef aller israelischer Geheimdienste ernannt. 1960 ließ er Eichmann aus Argentinien entführen. Danach befasste er sich verstärkt mit Josef Mengele. Er reiste selbst nach Uruguay, Bolivien und Paraguay, um den flüchtigen Kriegsverbrecher zu finden. Darüber hinaus kooperierte Harel eng mit der CIA, der er vor allem Informationen über die Sowjetunion weiterreichte, führte eine Propagandakampagne gegen die linksgerichtete israelische Partei Mapam, kooperierte 1957 mit den Geheimdiensten Irans und der Türkei gegen den ägyptischen Präsidenten Gamal Abdel Nasser und ließ irakische Kurden mit Waffen ausrüsten.
Nach der Ermordung von deutschen Ingenieuren in Ägypten durch den Mossad entließ David Ben Gurion im März 1963 Harel auf internationalen Druck als Mossad-Direktor. Dies rief den erbitterten Widerstand vor allem rechter Abgeordneter des israelischen Parlaments hervor und war ein Grund für den Rücktritt Ben Gurions im Juni 1963. Isser Harel wurde darauf Berater des neuen Premierministers Levi Eschkol. Von 1969 bis 1973 gehörte er der Knesset für die Nationale Liste an.
Isser Harel hatte eine Tochter aus erster Ehe. Die Jagd nach Adolf Eichmann schilderte er in dem Buch Das Haus in der Garibaldistrasse.

## Verfilmungen
Die Jagd auf Eichmann wurde mehrmals verfilmt. In Operation Finale (2018) wird Harel von Lior Raz dargestellt. In Der Mann, der Eichmann jagte aus dem Jahr 1996 übernahm Jeffrey Tambor diese Rolle.

## Schriften
- The House on Garibaldi Street. Deutsch, London 1975, ISBN 0-233-96672-2.
  - Das Haus in der Garibaldistrasse. Übersetzung  Marianne Lipcowitz. Ullstein, Berlin 1975, ISBN 3-550-07320-8.